# استاروکوداشوو
استاروکوداشوو (انگلیسی: Starokudashevo) یک شهرک در شهرستان یانائولسکی استان باشقیرستان کشور روسیه است.